# Leptocometes barbiscapus
Leptocometes barbiscapus là một loài bọ cánh cứng trong họ Cerambycidae.